# مقاطعة بوتنام (نيويورك)
مقاطعة بوتنام (بالإنجليزية: Putnam County)‏ هي إحدى المقاطعات في ولاية نيويورك في الولايات المتحدة الأمريكية.

## أعلام
- داريوس ن. كوتش
- جيمس كينت